# Riserva naturale Vallée de Mai
La riserva naturale Vallée de Mai è un'area naturale protetta situata sull'isola di Praslin, nelle Seychelles. Dal 1983 l'area è stata iscritta tra i Patrimoni dell'Umanità dell'UNESCO.

## Flora
L'area è in gran parte ricoperta da una foresta di cocco delle Seychelles (Lodoicea maldivica), una palma endemica che ha i semi più grandi di qualsiasi altra specie vegetale; cresce in formazioni miste con altre arecaceae (Nephrosperma vanhoutteanum, Phoenicophorium borsigianum, Roscheria melanochaetes, Verschaffeltia splendida e Deckenia nobilis).

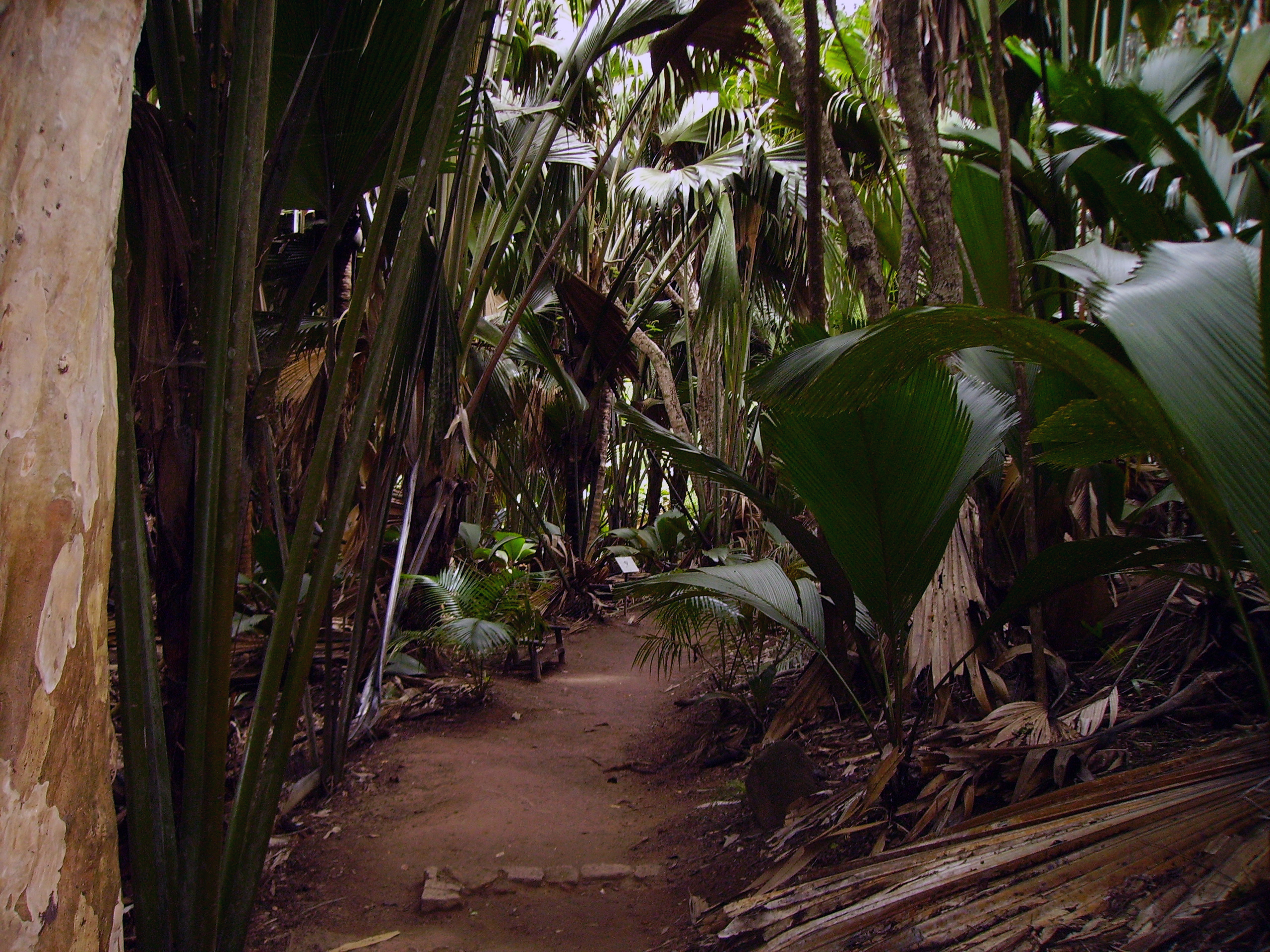
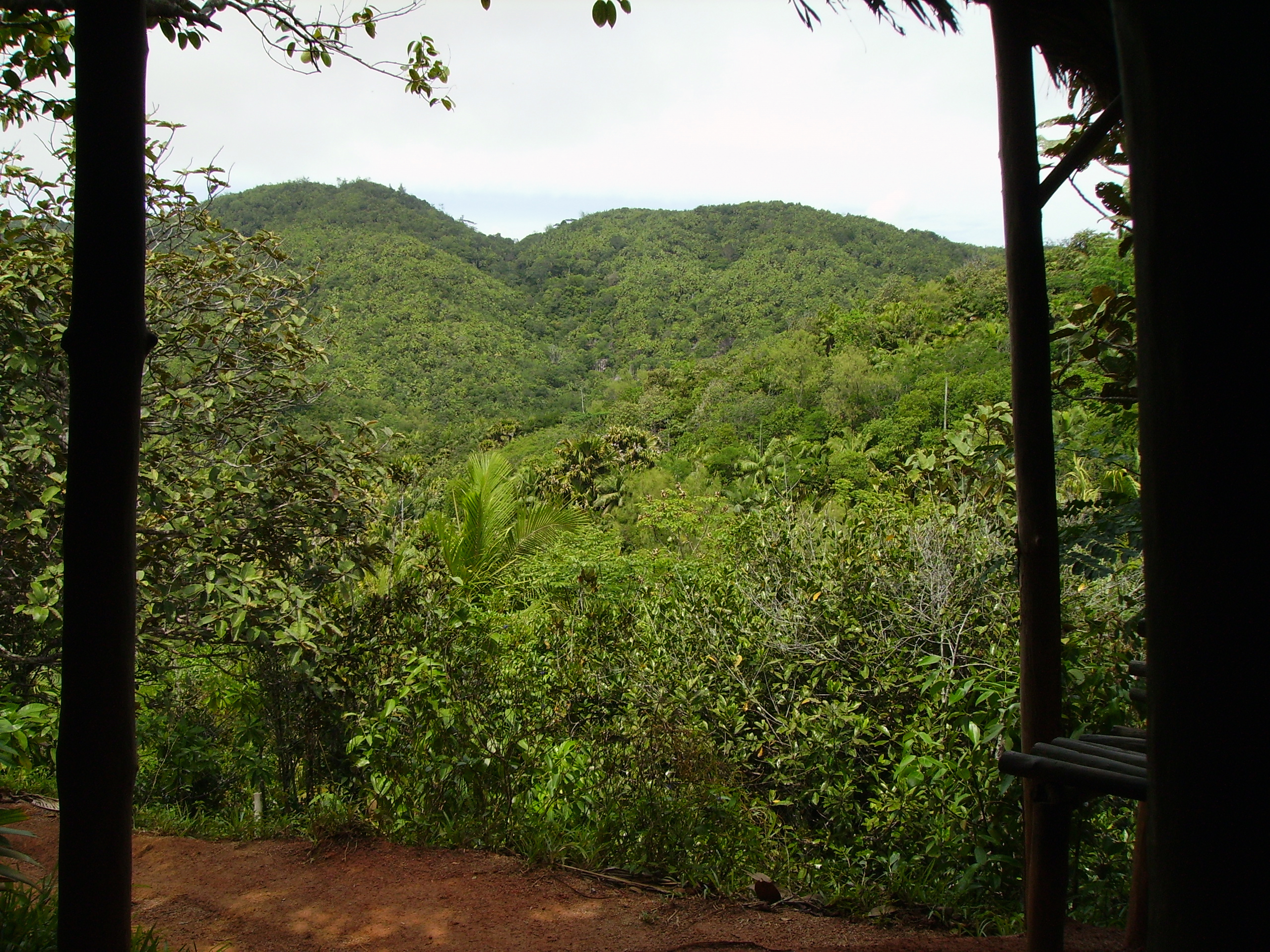
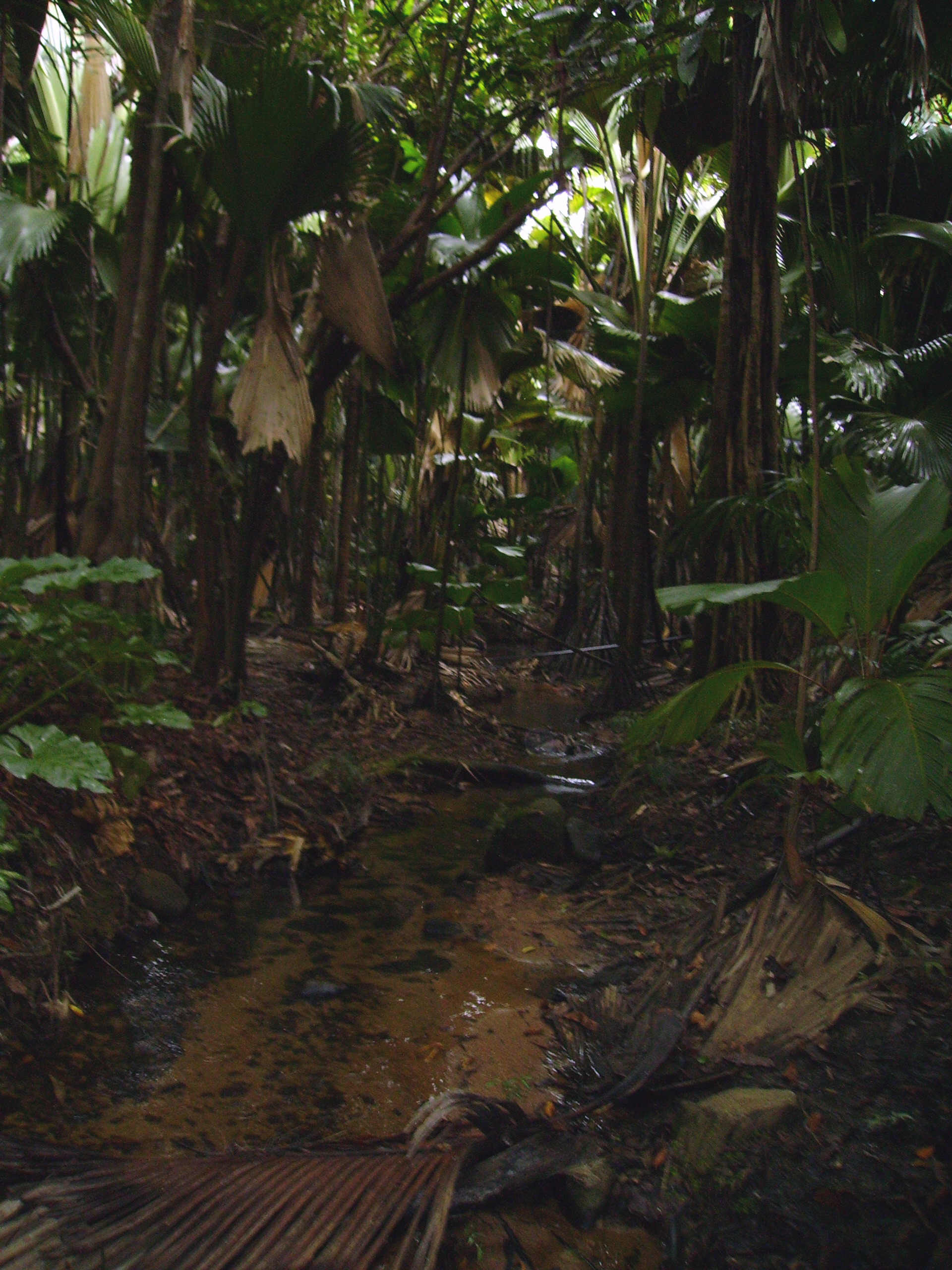

Altre specie degne di nota sono Chrysobalanus icaco (Chrysobalanaceae), Dodonaea viscosa (Sapindaceae), Planchonella obovata (Sapotaceae), e le endemiche Dillenia ferruginea (Dilleniaceae) e Paragenipa lancifolia (Rubiaceae).

## Fauna
La fauna della riserva include specie endemiche di uccelli, mammiferi, rettili, crostacei e chiocciole.
Tra gli uccelli meritano di essere menzionati il piccione blu delle Seychelles (Alectroenas pulcherrimus),
il vasa minore (Coracopsis nigra barklyi), la salangana delle Seychelles (Aerodramus elaphrus), il bulbul delle Seychelles (Hypsipetes crassirostris) e la nettarinia delle Seychelles (Cinnyris dussumieri). È presente inoltre il gheppio delle Seychelles (Falco araeus),  l'unica specie di rapace che nidifica su queste isole.

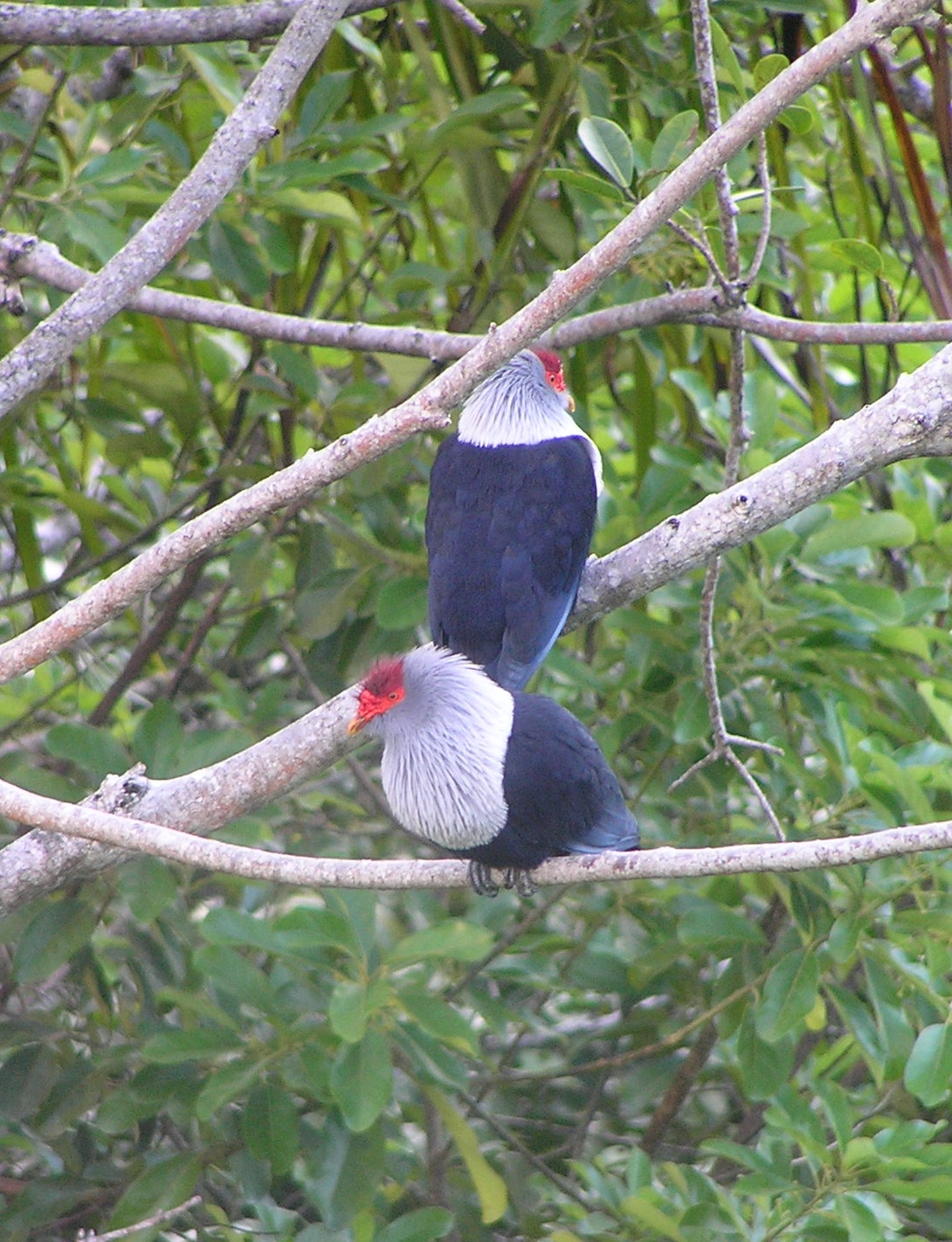
Alectroenas pulcherrimus
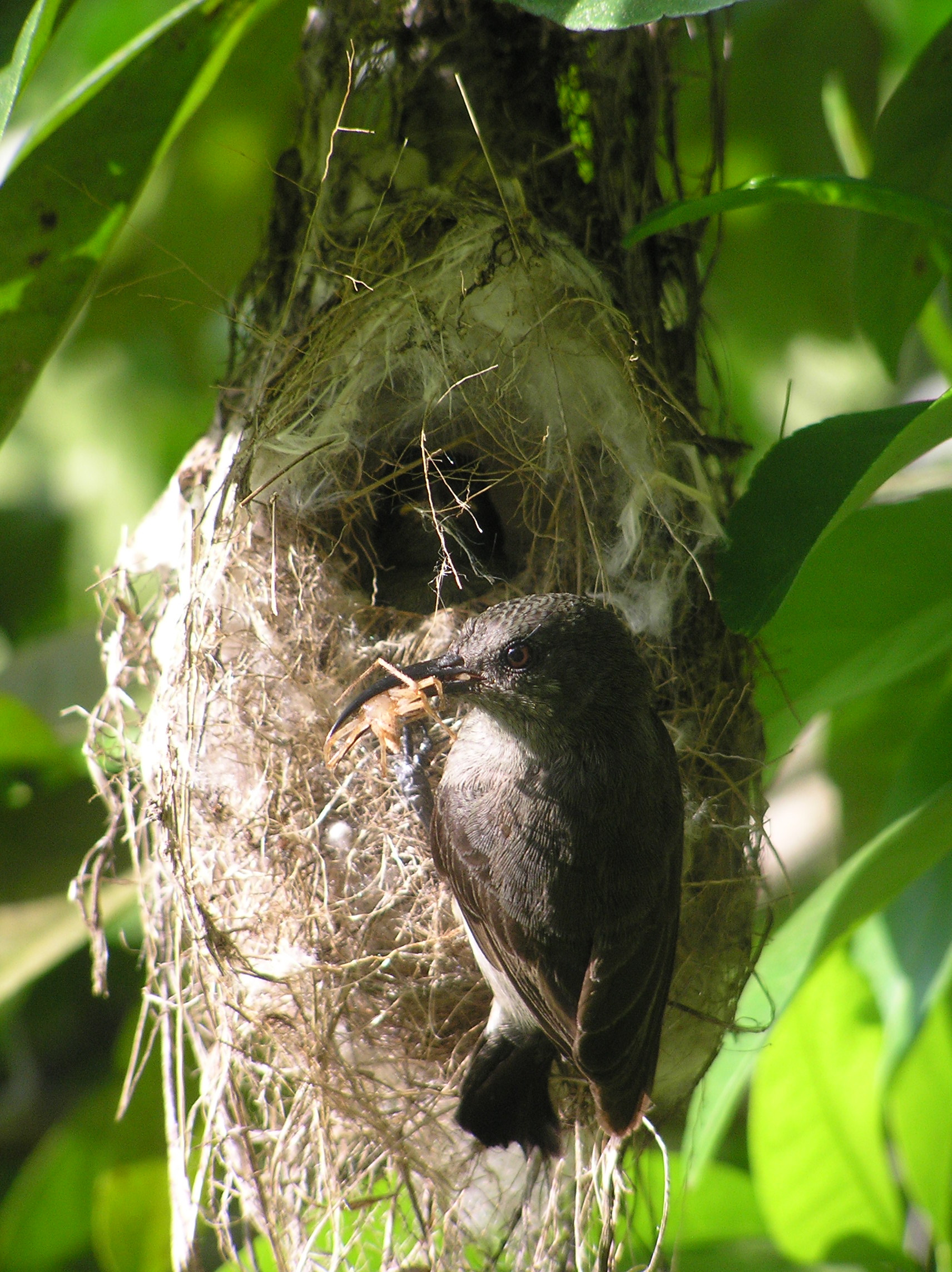
Cinnyris dussumieri
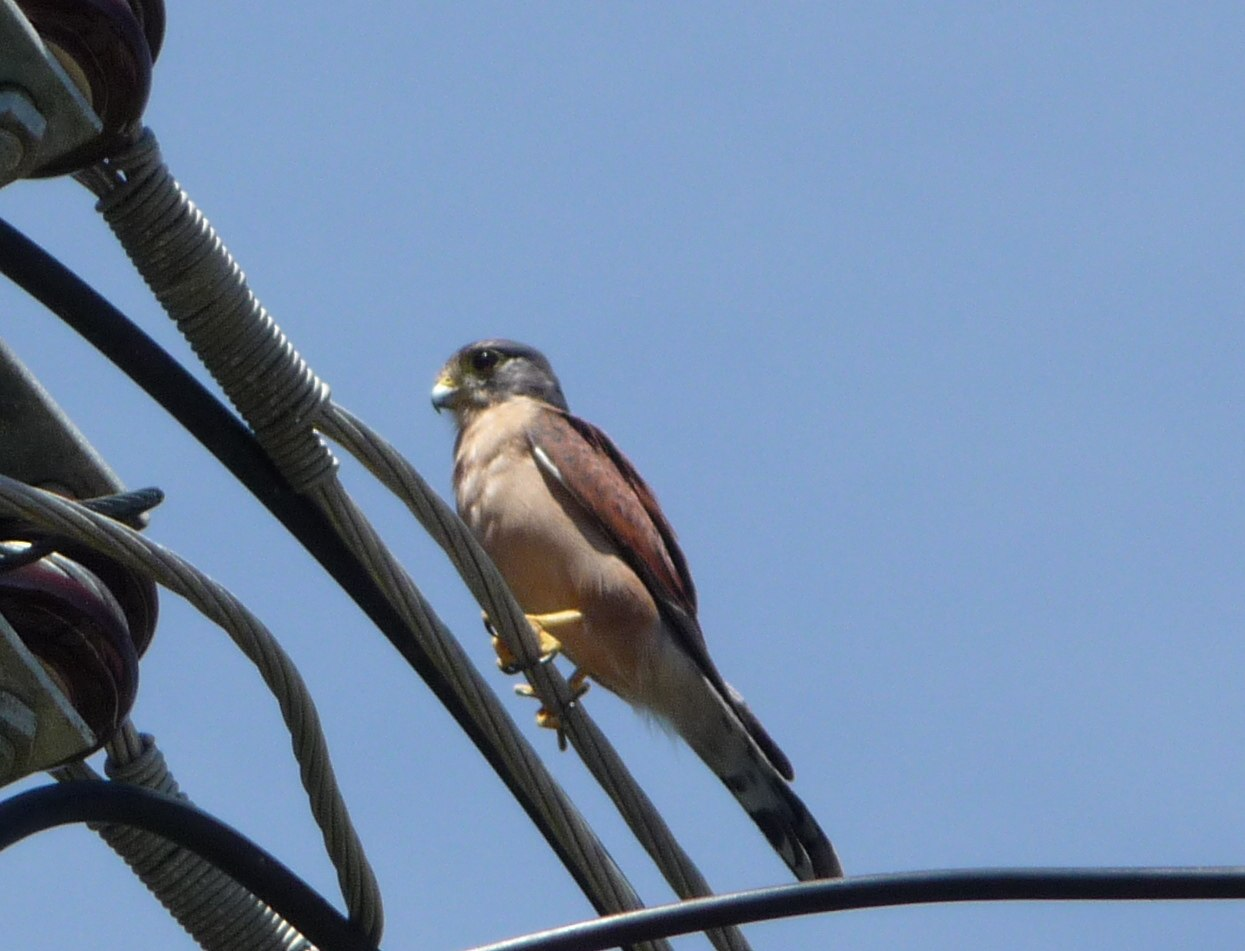
Falco araeus

Fra i rettili presenti vanno citati il  camaleonte tigre delle Seychelles (Archaius tigris), diverse specie di gechi (Ailuronyx seychellensis, Phelsuma astriata, Phelsuma sundbergi) e di scinchi (Trachylepis sechellensis, Trachylepis wrightii, Janetaescincus braueri, Pamelaescincus gardineri), e i serpenti Lamprophis geometricus, Lycognathophis seychellensis e Indotyphlops braminus.